# U-Bahnhof Maffeiplatz
Der U-Bahnhof Maffeiplatz (Abkürzung: MP) ist der 10. U-Bahnhof der Nürnberger U-Bahn und wurde am 23. September 1975 eröffnet. Er ist 630 m vom U-Bahnhof Aufseßplatz und 673 m vom U-Bahnhof Frankenstraße entfernt und wird von der Linie U1 bedient. Der Maffeiplatz ist nach dem bayerischen Großindustriellen Joseph Anton von Maffei (1790–1870) benannt, auf den unter anderem die Kraus-Maffei-Werke zurückgehen. Täglich wird er von rund 13.900 Fahrgästen genutzt (Mo–Fr, 2019).

## Lage

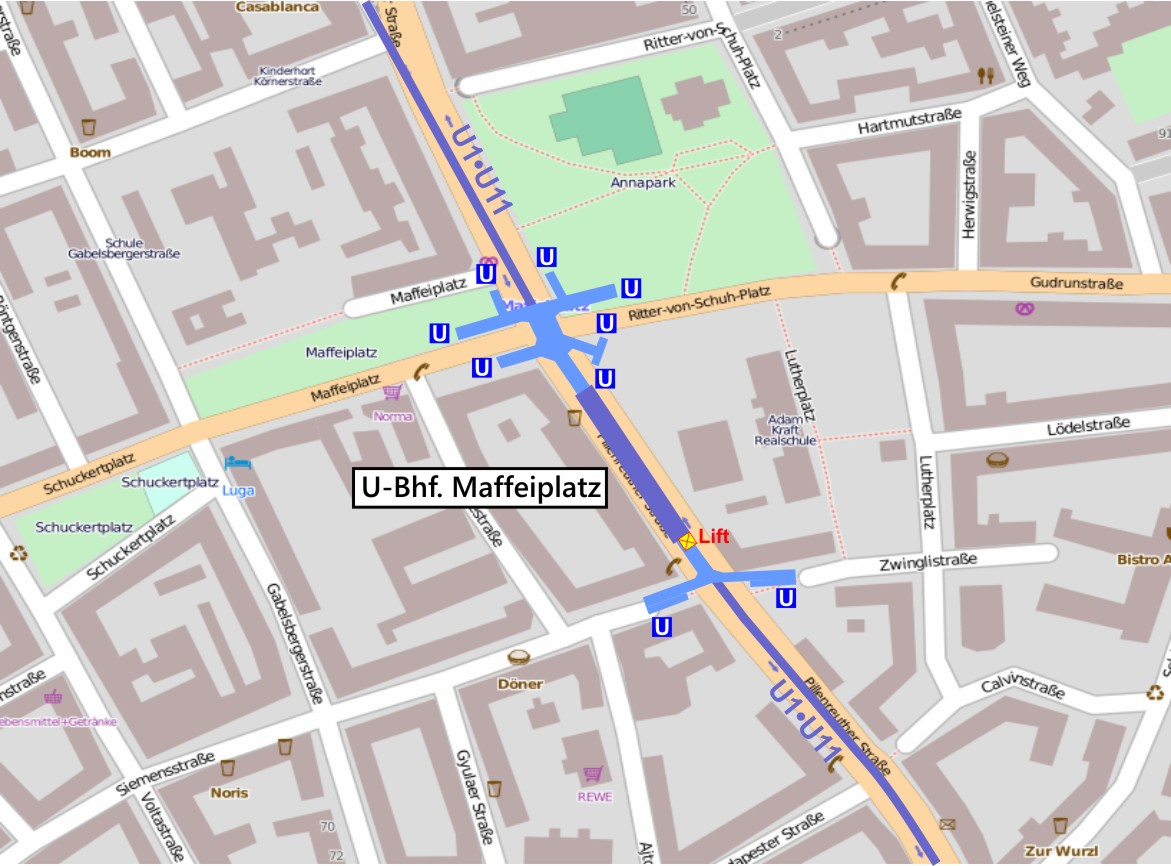
Lageplan U-Bahnhof Maffeiplatz

Der Bahnhof liegt im Nürnberger Stadtteil Lichtenhof und erstreckt sich unterirdisch in Nord-Süd-Richtung unter der Pillenreuther Straße zwischen Maffei- und Ritter-von-Schuh-Platz im Norden sowie Siemens- und Zwinglistraße im Süden. Vom nördlichen Bahnsteigkopf führt ein Aufgang in ein Verteilergeschoss unter der Kreuzung Pillenreuther Straße und von dort aus über Rampen zum Maffei- und Ritter-von-Schuh-Platz sowie über Treppen auf die Ost und Westseite der Pillenreuther Straße. Vom Südkopf führt ein Aufgang in ein Verteilergeschoss unter der Pillenreuther Straße und von dort aus über Rampen zur Siemens- und Zwinglistraße. Ein Aufzug führt vom Südkopf des Bahnhofs an die Oberfläche.

## Bauwerk und Architektur
Die Bauarbeiten für das 200 m lange Bahnhofsbauwerk begannen 1972 und wurden in offener Bauweise mit Berliner Verbau ausgeführt. Der Aufzug wurde im Jahr 1983 nachgerüstet. Es handelt sich um den ersten U-Bahnhof, der ohne die vorher typischen Abfertigungshäuschen versehen wurde, da eine Zugabfertigung der U-Bahn vorher eingestellt wurde. 
Die Farbe des U-Bahnhofs ist grün. Die mit Keramikfliesen gekachelten Bahnsteigwände sind vom Boden bis auf Höhe der Bahnsteigkante grün, dann weiß mit Unterbrechung durch das Band mit dem Bahnsteignamen (weiße Schrift auf grünem Hintergrund) und anschließend wieder grün bis zur Decke. Die runden Stützsäulen sind ebenfalls grün gekachelt.

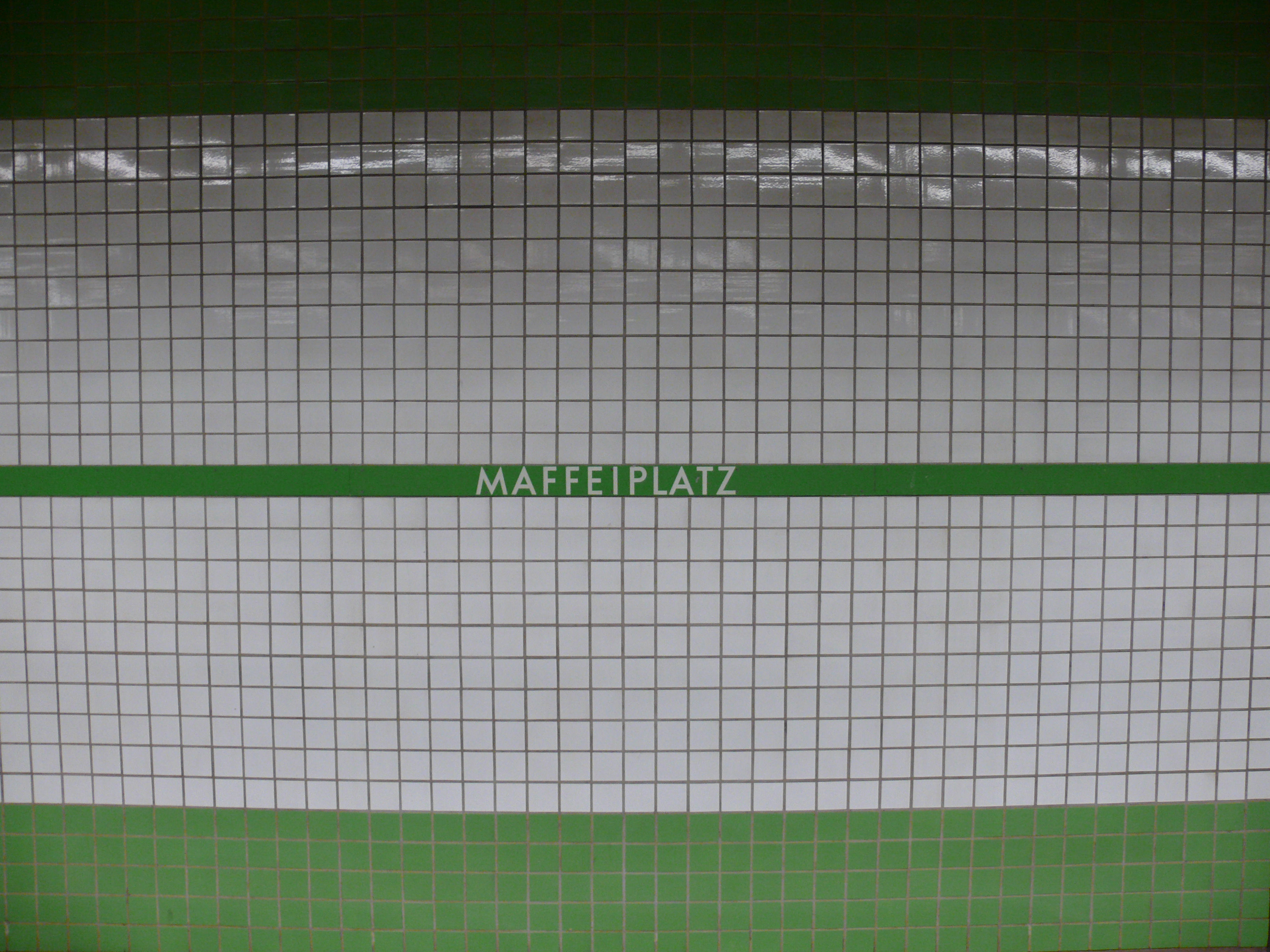
Stationsname an den Bahnsteigwänden
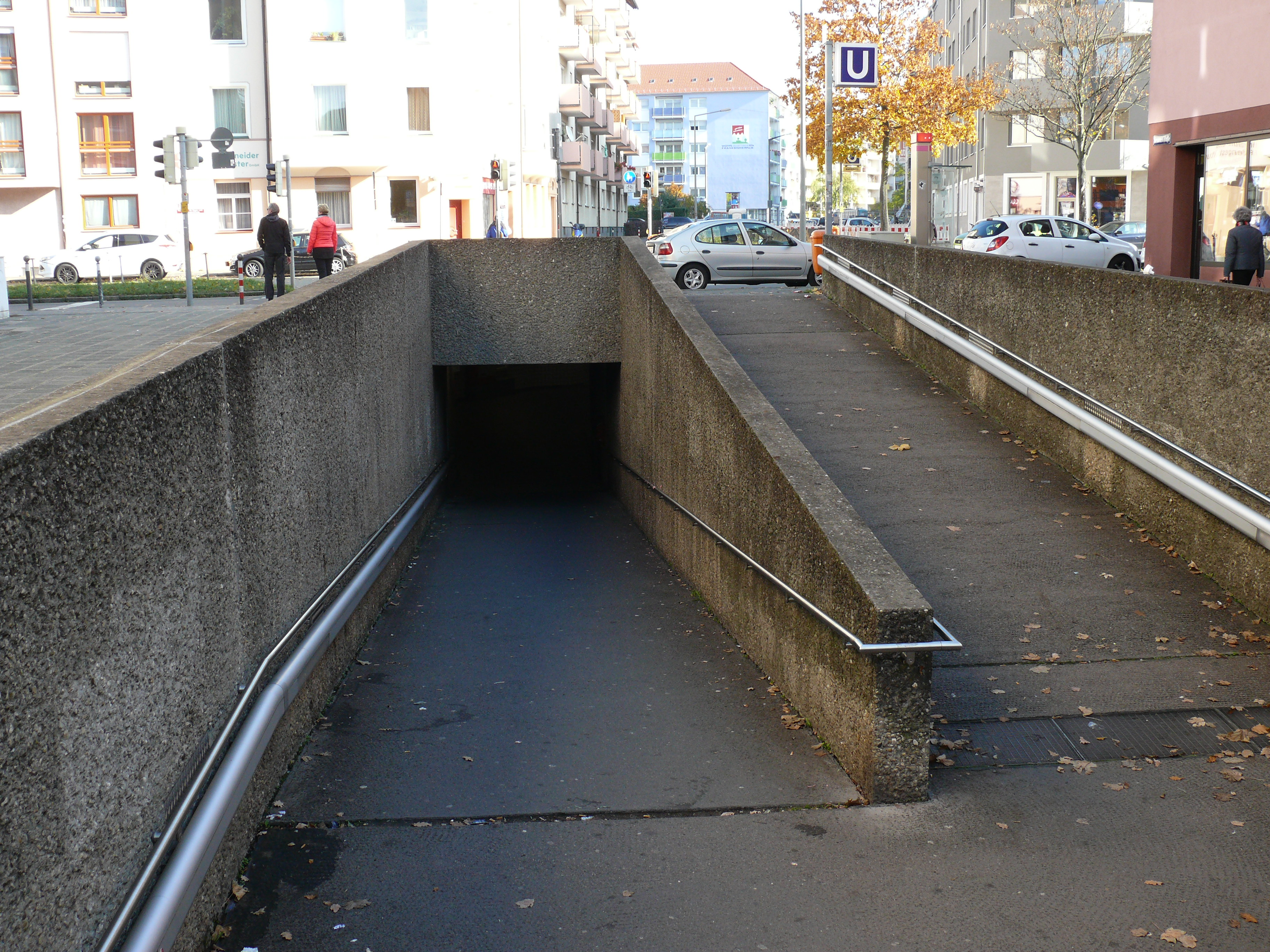
Zugang an der Oberfläche
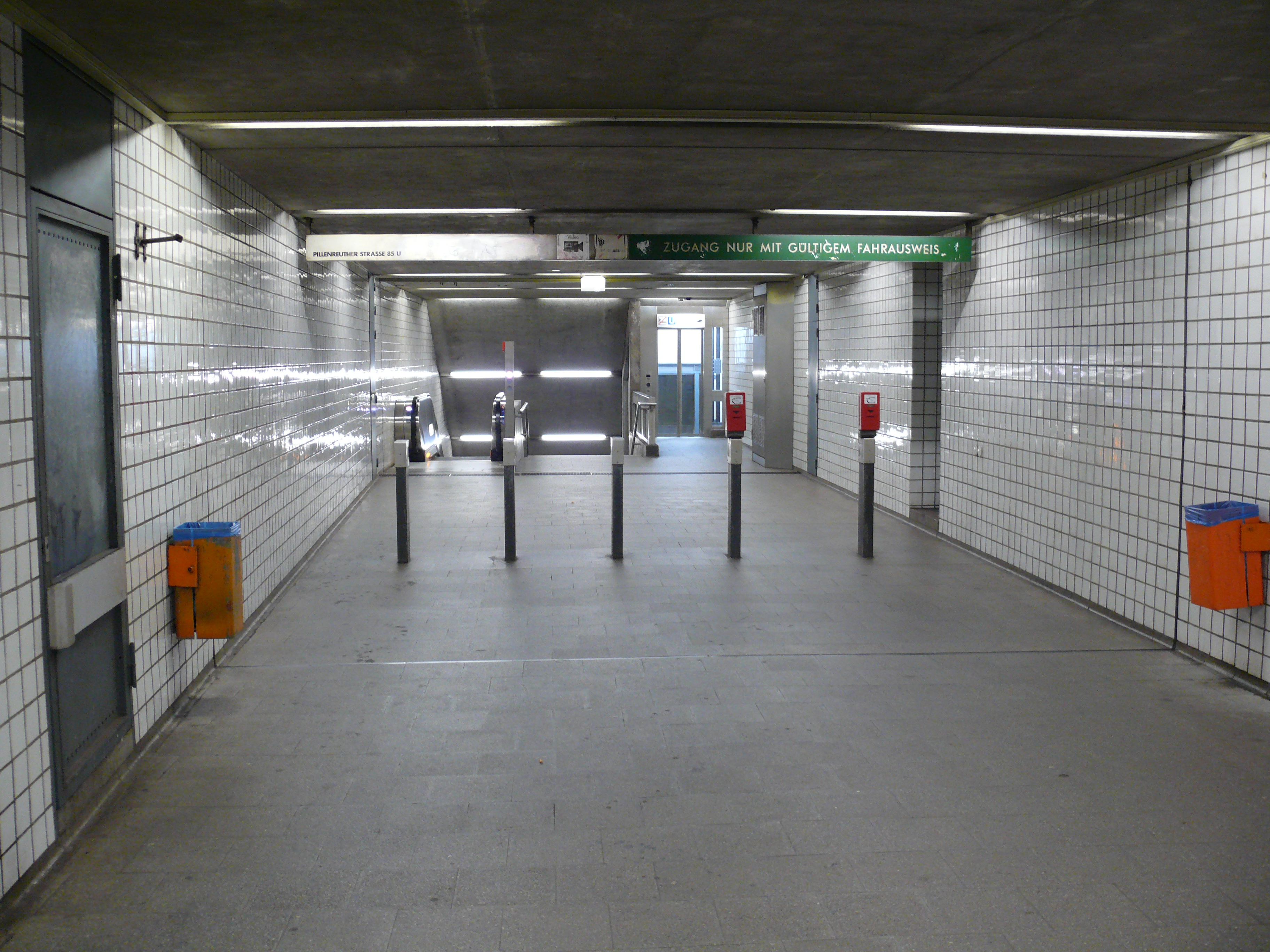
Verteilergeschoss
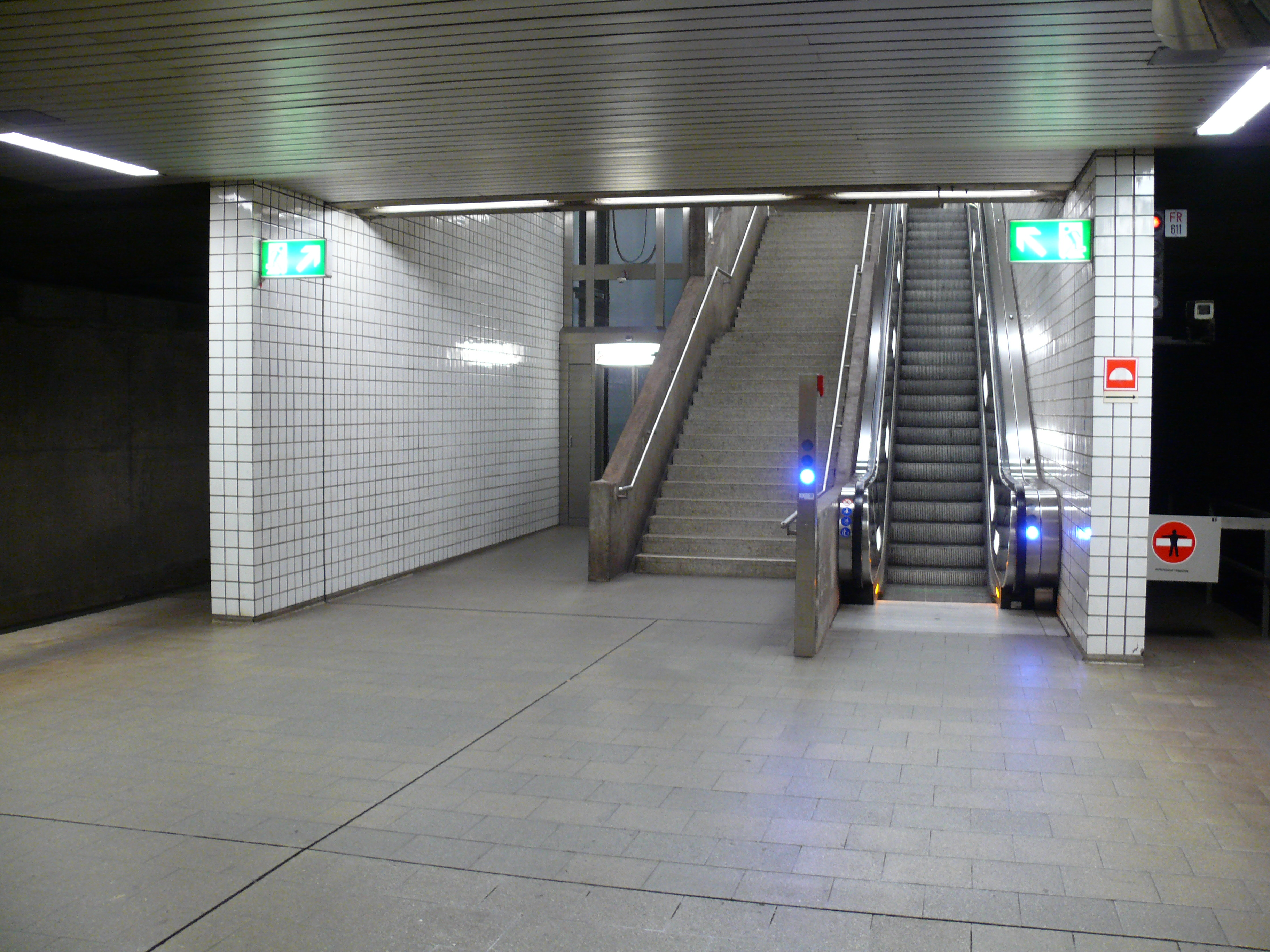
Aufgang von der Bahnsteigebene zum Verteilergeschoss
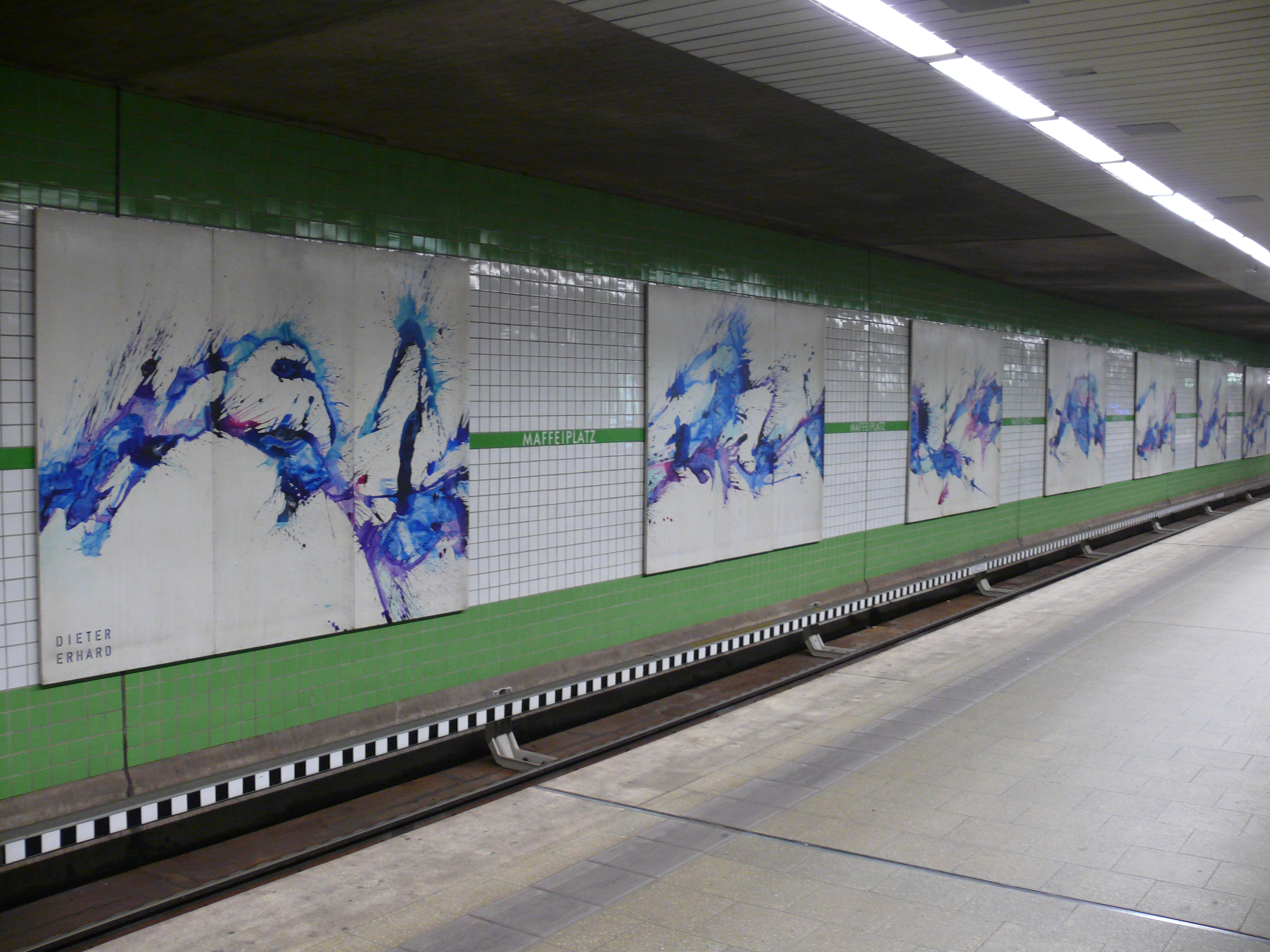
Kunst von Dieter Erhard an den Bahnsteigwänden

## Linien
| Linie | Verlauf | Takt |
| ----- | --- | --- |
| U1    | Langwasser Süd – Gemeinschaftshaus – Langwasser Mitte – Scharfreiterring – Langwasser Nord – Messe – Bauernfeindstraße – Hasenbuck – Frankenstraße – Maffeiplatz – Aufseßplatz – Hauptbahnhof – Lorenzkirche – Weißer Turm – Plärrer – Gostenhof – Bärenschanze – Maximilianstraße – Eberhardshof – Muggenhof – Stadtgrenze – Jakobinenstraße – Fürth Hauptbahnhof – Rathaus – Stadthalle – Klinikum – Hardhöhe Stand: Fahrplanwechsel Dezember 2023 | 5–7 min (montags–freitags) 3–4 min (Langwasser–Eberhardshof an Schultagen) 6–7 min (samstags) 10 min (sonn-/feiertags) |

Der Bahnhof wird von der U-Bahn-Linie U1 bedient. An den Wochenenden und vor Feiertagen wird er auch von der Nachtbuslinie N5 angefahren.